# Teucholabis (Paratropesa) laneana
Teucholabis (Paratropesa) laneana is een tweevleugelige uit de familie steltmuggen (Limoniidae). De soort komt voor in het Neotropisch gebied.